# Gedao
Gedao est un astérisme de l'astronomie chinoise. Il est décrit dans le traité astronomique du Shi Shi, qui décrit les astérismes composés des étoiles les plus brillantes du ciel. Il se compose de six étoiles d'éclat variable dont certaines sont difficilement identifiables car relativement peu lumineuses. Elles sont toutes situées dans la constellation occidentale de Cassiopée.

## Composition de l'astérisme
Gedao possède une structure linéaire, s'étendant globalement dans la direction nord-sud sur près de 25 degrés. Elle passe par la partie gauche du « W » de Cassiopée, dont elle inclut les deux étoiles brillantes (la partie droite du « W » fait partie, en astronomie chinoise de l'astérisme Wangliang). Les autres étoiles sont plus difficiles à identifier. De façon certaine, Gedao inclut donc les deux étoiles :
- ε Cassiopeiae (Segin, magnitude apparente 3,3)
- δ Cassiopeiae (Ruchbah, 2,7)

Une étoile est située au nord de ce couple. Il pourrait s'agir, par élimination, de 
- ι Cassiopeiae (4,5)

Au sud, trois étoiles font également partie de l'astérisme. Il pourrait s'agir de
- ϕ Cassiopeiae (4,9)
- θ Cassiopeiae (4,3)
- et une étoile parmi ν Cassiopeiae (4,9), ξ Cassiopeiae (4,8), voire un peu plus au sud ο Cassiopeiae (4,5).

Certains auteurs estiment que l'étoile δ Cas ferait en réalité partie d'un autre astérisme voisin (et associé à Gedao), Fulu. Il se pourrait donc que la composition ci-dessus soit incertaine, même pour ses deux principaux constituants.

## Symbolique
Gedao représente une route escarpée traversant une région montagneuse (nonobstant le fait que sa représentation est très rectiligne).

## Astérismes associés
Gedao fait partie des astérismes qui permettent de joindre différentes zones du ciel chinois. Son extrémité nord atteint le palais céleste Ziwei, et le relie à d'autres astérismes plus au sud. L'astérisme Fulu lui est également directement associé. Selon les documents, il représente une route annexe parallèle à Gedao, ou alors un officier chargé de l'entretien de la route. À l'extrémité sud de Gedao se trouve Tianjiu, une écurie destinée aux messagers empruntant Gedao.